# Al Doilea Imperiu Mexican
Al Doilea Imperiu Mexican (în spaniolă Segundo Imperio Mexicano) a existat între 1864 și 1867. A fost creat la inițiativa împăratului francez Napoleon al III-lea și guvernat de un prinț austriac. Maximilian de Habsburg-Lorena (1832-1867), frate cu împăratul Austriei, Franz Joseph, a acceptat coroana mexicană. El și soția sa, Charlotte a Belgiei (devenită apoi Carlota a Mexicului) au traversat Atlanticul. Și-au ales reședința într-un palat din Ciudad de México. Statele Unite nu au fost de acord, deoarece politica lor nu permitea unui prinț european să domnească într-un stat american. Totul a mers bine până în anul 1867. Republicanii l-au capturat pe împăratul Maximilian și l-au împușcat la 19 iunie 1867, înainte să aibă copii. Împărăteasa Carlota a fugit în Europa, iar Mexicul a devenit iar o republică. Adevărul este că e probabil ca imperiul să nu se fi prăbușit, dar trupele franceze au început să se retragă, iar americanii au format o blocadă prin care s-au asigurat că imperiul nu poate primi ajutoare. Împărăteasa a căutat ajutor la Paris, la Viena și la Roma, dar degeaba. După moartea lui Maximilian, cel mai probabil celălalt frate al său, Karl Ludwig, ar fi devenit Carlo I al Mexicului. 